# Жарлыколь
Жарлыколь (каз. Жарлыкөл, до 2018 г. — Красноярка) — село в Целиноградском районе Акмолинской области Казахстана. Входит в состав Жарлыкольского сельского округа. Код КАТО — 116647200.

## География
Село расположено в южной части района возле озера Белобай, на расстоянии примерно 42 километров (по прямой) к югу от административного центра района — села Акмол, в 8 километрах к востоку от административного центра сельского округа — села Жангызкудук.
Абсолютная высота — 369 метров над уровнем моря.
Климат холодно-умеренный, с хорошей влажностью. Среднегодовая температура воздуха положительная и составляет около +4,5°С. Среднемесячная температура воздуха в июле достигает +20,7°С. Среднемесячная температура января составляет около -13,9°С. Среднегодовое количество осадков составляет около 400 мм. Основная часть осадков выпадает в период с июня по июль.
Ближайшие населённые пункты: село Жангызкудук — на западе, село Сарыколь — на востоке.
Близ села проходит автодорога областного значения — КС-5 «Кабанбай батыра — Жангызкудук — Оразак».

## История
Село основано в 1895 году немецкими переселенцами из колонии Красный Яр (Поволжье).
В 2018 году село было переименовано в Жарлыколь.

## Население
В 1989 году население села составляло 966 человек (из них немцы — 100%).

В 1999 году население села составляло 966 человек (477 мужчин и 489 женщин). По данным переписи 2009 года в селе проживали 893 человека (464 мужчины и 429 женщин).
| Численность населения | Численность населения | Численность населения |
| 1989                  | 1999                  | 2009                  |
| --------------------- | --------------------- | --------------------- |
| 966                   | →966                  | ↘893                  |

## Инфраструктура[8]
- Старшая школа №25
- Фельдшерско-акушерский пункт

## Экономика
В ауле расположена молочная ферма Астана-Онiм